# Генерална скупштина Уједињених нација
Генерална скупштина Организације уједињених нација, ГС ОУН (енгл. United Nations General Assembly, UNGA) један је од пет главних органа Организације уједињених нација. Чине је све земље чланице Организације уједињених нација и састају се на редовним годишњим заседањима које сазива председник изабран од већине представника.
Као једино тело ОУН у коме све земље чланице имају представнике, Скупштина служи као форум чланицама на којима расправљају о питањима међународног права и доносе одлуке о даљем функционисању организације.

## Организација
Редовно годишње заседање Генералне скупштине обично почиње трећег уторка у септембру и завршава се средином децембра, са избором председника Генералне скупштине на почетку сваког заседања. Опште заседање почиње када се све чланице појаве на заседању у року од 6 дана. Традиционално, генерални секретар се први обраћа скупштини, а затим и председник скупштине и бразилски представник. Прво заседање је одржано 10. јануара 1946. у Средишњој дворани Вестминстерске палате у Лондону којој је присуствовало 51 земља.
За изгласавање на Генералној скупштини о важним питањима — расправе о миру и безбедности; реизбор чланова органа; приступање, суспензија, и искључење чланица; буџетска питања — потребна је двотрећинска већина присутних чланица на заседању. Остала питања се изгласавају простом већином. Свака чланица има по један глас. Осим изгласавања новог буџета, између осталог и ниво пореза за чланице, скупштинске резолуције нису обавезујуће за чланице. Скупштина даје препоруке по било ком питању које се тиче ОУН, осим по питањима мира и безбедности које су у надлежности Савета безбедности. Систем једна земља, један глас теоретски омогућава земљама које чине 8% светске популације да изгласају резолуцију са двотрећинском већином.
Током 1980-их, Скупштина је постала место дијалога на релацији Север-Југ — расправе по питањима односа између индустријских земаља и земаља у развоју. Ова питања су постала значајна због убрзаног раста и промене састава чланства ОУН. Током 1945, Уједињене нације су имале 51 члана. Сада има 193, од којих више од две трећине чине земље у развоју. Због њихове бројности, земље у развоју су често у могућности да одређују теме дневног реда заседања (преко координисаних група као што је Г77), карактер расправа, и коначне одлуке. За многе земље у развоју, УН представља извор њиховог дипломатског утицаја и место за изградњу међународних односа.

## Специјална заседања
Специјално заседање може бити сазвано на захтев Савета безбедности Организације уједињених нација, већине чланица ОУН, или ако је већина забринута због политике једне од чланица. Специјално заседање је одржано у октобру 1995. како би се обележила 50. годишњица ОУН. Друго специјално заседање је одржано у септембру 2000. године како би се прославио улазак у нови миленијум; на њему су у први план истакнути Миленијумски циљеви развоја. Следеће специјално заседање (Светски самит 2005) је одржано септембра 2005. како би се обележила 60. годишњица ОУН; на њему је процењен напредак везан за Миленијумске циљеве развоја, и расправљано о предлогу Кофија Анана везан за реформу УН, под називом У већој слободи.
Скупштина може предузети мере за очување међународног мира ако Савет безбедности није у могућности, обично због неслагања сталних чланица. Резолуција „Уједињење за мир“, усвојена 1950, овлашћује Скупштину да сазове хитна специјална заседања како би се усвојиле опште мере деловања — укључујући и употребу оружаних снага — у случају прекида мировних споразума. Две трећине чланица мора одобрити усвајање оваквих препорука. Хитна специјална заседања под оваквим околностима су одржана у десет наврата. Два најскорија, у 1982. и 1997. години, обе сазване као одговор на ратне операције Израела. На деветом је разматрана ситуација у окупираним арапским територијама после проширења Израела на Голанску висораван. Десето заседање је сазвано због окупације Источног Јерусалима и бавило се питањима палестинских територија.
На првом специјалном заседању Генералне скупштине 1947, Освалдо Аранха, представник бразилске делегације у ОУН, започео је традицију која се сачувала до данас на коме је први говорник на овом значајном међународном форуму увек из Бразила.

## Реформа Генералне скупштине
Дана 21. марта 2005, генерални секретар Кофи Анан представио је извештај, У већој слободи, на коме се критикује Генерална скупштина због толиког фокусирања на добијање консензуса да је усвајала већ застареле резолуције. Такође је критиковао скупштину због представљања проширеног и превише општег дневног реда, уместо да се фокусира на „главна питања дана, као што су међународне миграције и дуго расправљану, свеобухватну резолуцију о тероризму“. Анан је препоручио измене дневног реда Генералне скупштине, структуре комитета, и процедура; јачање улоге и ауторитета председника; јачање цивилног друштва; и успостављање механизма за преиспитивање одлука комитета. Анан је подсетио чланице ОУН на њихову одговорност за извршење реформи, ако желе да остваре напредак ка већој ефикасности ОУН.